# Trehörningen (Fredrika socken, Lappland, 711763-161984)
Trehörningen är en sjö i Åsele kommun i Lappland och ingår i Gideälvens huvudavrinningsområde. Sjön har en area på 0,332 kvadratkilometer och ligger 333,1 meter över havet.

## Delavrinningsområde
Trehörningen ingår i det delavrinningsområde (711525-161766) som SMHI kallar för Inloppet i Skinnmuddselet. Medelhöjden är 320 meter över havet och ytan är 26,02 kvadratkilometer. Räknas de 109 avrinningsområdena uppströms in blir den ackumulerade arean 1 250,63 kvadratkilometer. Avrinningsområdets utflöde Gideälven mynnar i havet. Avrinningsområdet består mestadels av skog (60 procent) och sankmarker (24 procent). Avrinningsområdet har 3,18 kvadratkilometer vattenytor vilket ger det en sjöprocent på 12,2 procent.